# Фестиваль аніме в Азії
C3AFA, також відомий як Anime Festival Asia ( AFA ), — це серія аніме- конвенцій, що проводяться в регіоні Південно-Східної Азії, з основним щорічним конгрес у Сінгапурі. Основний з’їзд традиційно проходить у вихідні дні наприкінці листопада – на початку грудня.  З’їзд традиційно проходить у Suntec Convention Center.